# Whistlejacket
Whistlejacket est une peinture à l'huile, un portrait de cheval réalisé par George Stubbs entre 1761 et 1762. Elle montre le cheval de course du marquis de Rockingham. L'immensité de la toile, l'absence d'arrière plan, et l'attention de Stubbs pour les moindres détails de l'apparence du cheval donnent à ce portrait une présence physique puissante. Il a été décrit dans The Independent comme « un pur-sang d'une beauté parfaite.

## Travaux préalables
La connaissance de la morphologie du cheval par Stubbs est restée inégalée chez n'importe quel autre peintre. Il étudie l'anatomie à New York et, à partir de 1756, passe 18 mois au Lincolnshire, effectuant des dissections et des expériences sur des chevaux morts pour mieux en comprendre le fonctionnement, suspendant les cadavres à un palan afin de les esquisser dans différentes positions. Les notes détaillées et les dessins qu'il a faits pendant ses études ont été publiés en 1766 dans L'anatomie du cheval. Avant la publication de son livre, le dévouement de Stubbs envers son sujet a été récompensé, et ses dessins reconnus comme plus précis que le travail d'autres artistes équins. Charles Watson-Wentworth, un politicien qui allait plus tard faire deux mandats en tant que premier ministre britannique, a commandé à Stubbs une série de portraits de ses chevaux, dont l'un s'avéra être Whistlejacket.

## Sujet
Cet étalon alezan aux crins lavés est né en 1749 au haras de Sir William Middleton dans le Northumberland, et nommé d'après un remède contemporain contenant du gin et de la mélasse. Son père est le Godolphin Arabian; il descend de Byerley Turk, et de divers chevaux Arabes et Turcs. Il a couru en 1752, remportant de nombreuses courses dans le Nord de l'Angleterre. Il a perdu à Newmarket en 1755, mais a gagné l'année suivante, et a été vendu peu de temps après au marquis de Rockingham. Il gagne une course de quatre mile à  York en août 1759, en battant Brutus par une longueur, puis gagne le haras. Il est battu quatre fois dans sa carrière de course, mais est réputé capricieux et difficile à gérer. Stubbs le dépeint s'élevant par une levade, et il accorde une attention particulière aux caractéristiques intimes du corps de l'étalon. Les veines et les muscles fléchisseurs sont apparents sous la surface de la peau, tous visibles et reproduits avec une précision presque photographique. Malgré l'isolement du sujet de son milieu naturel environnant, Stubbs parvient à créer un animal vivant.

## Commande
Rockingham paye 60 guinées pour le portrait. L'opinion contemporaine veut que la peinture soit inachevée; on a cru que Rockingham avait pour but de créer un portrait équestre de George III avec la peinture de Stubbs. Diverses raisons sont avancées pour expliquer que la peinture reste « inachevée ».
La famille de Rockingham conserve la peinture jusqu'en 1997, date à laquelle les fonds de la Heritage Lottery Fund permettent à la National Gallery de l'acquérir pour 11 millions de livres anglaises.